# Resonance of Fate
Resonance of Fate is een computerspel ontwikkeld door Tri-Ace en uitgegeven door Sega voor de PlayStation 3 en Xbox 360. Het rollenspel werd uitgebracht op 28 januari 2010 in Japan en in Europa op 26 maart 2010.
En HD-remaster verscheen op 18 oktober 2018 voor de PlayStation 4 en Windows.

## Spel
Het spel bevat een snel strategisch gevechtsysteem dat draait om het gebruik van verschillende vuurwapens en combinaties van bewegingen. De gameplay is beïnvloed door enkele Westernfilms en de film The Matrix.

## Ontvangst
| Aggregator   | Score                |
| ------------ | -------------------- |
| Metacritic   | 72% (PS3) 74% (X360) |
| Publicatie   | Score                |
| Eurogamer    | 8                    |
| Famitsu      | 34/40                |
| GameSpot     | 8,5                  |
| GameTrailers | 8                    |
| IGN          | 7                    |

## Trivia
- In Japan is het spel uitgegeven onder de naam End of Eternity.